# Mitchella undulata
Mitchella undulata är en måreväxtart som beskrevs av Philipp Franz von Siebold och Joseph Gerhard Zuccarini. Mitchella undulata ingår i släktet Mitchella och familjen måreväxter. Inga underarter finns listade i Catalogue of Life.